# Linum virginianum
Linum virginianum är en linväxtart som beskrevs av Carl von Linné. Linum virginianum ingår i släktet linsläktet, och familjen linväxter. Inga underarter finns listade i Catalogue of Life.

## Bildgalleri

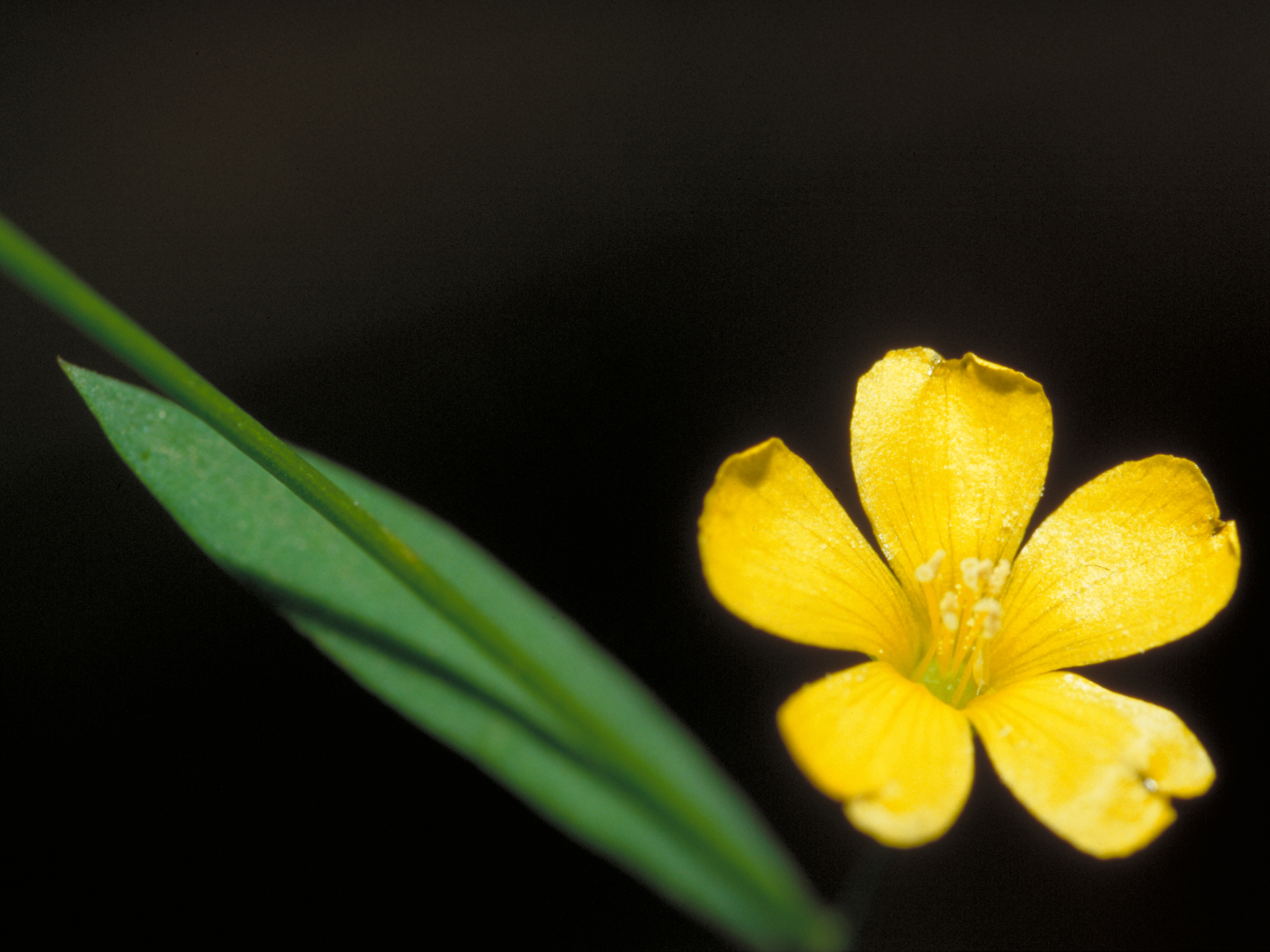